# Mòng biển cá heo
Leucophaeus scoresbii là một loài chim trong họ Laridae.
Đây là loài bản địa miền nam Chile và Argentina, và quần đảo Falkland. Chúng là một loài chim biển sống trên bờ đá, bùn và cát và thường được tìm thấy trong các bầy chim biển. Chúng có lông xám, và những chiếc lông cánh của chúng có màu tối hơn. Chúng có chế độ ăn đa dạng, ăn nhiều thứ khác nhau, từ trai đến xác chết thối rữa.
Tên khoa học hiện đại Leucophaeus scoresbii, cùng với tên gọi chung mòng biển Scoresby đã lỗi thời, kỷ niệm sự thám hiểm người Anh William Scoresby (1789-1857). 